# Урожайное (Ставропольский край)
Урожа́йное — село в составе Левокумского района (муниципального округа) Ставропольского края России.

## Варианты названия
- Урожайная,
- Урожайное (Терновка)[3].

## География
Расположено на реке Кума между административным центром района — селом Левокумское и городом Нефтекумск.
Расстояние до краевого центра: 234 км.
Расстояние до районного центра: 21 км.
Площадь поселения составляет 518,90 км².

## История
Село основано в 1848 году:34 на реке Куме переселенцами из Харьковской, Тамбовской, Черниговской, Полтавской губерний. Название села связано с высокими урожаями. Входило в состав Новогоригорьевского, затем — Святокрестовского уездов.
По состоянию на 1926 год село было административным центром Урожаинского сельсовета Левокумского района Терского округа Северо-Кавказского края:34.
До 16 марта 2020 года село образовывало упразднённое сельское поселение село Урожайное.

## Население
| 1897  | 1903  | 1908  | 1925  | 1989  | 2002  | 2010  |
| ----- | ----- | ----- | ----- | ----- | ----- | ----- |
| 5683  | ↗7171 | ↗8013 | ↘6592 | ↘3695 | ↗4141 | ↗4161 |
| 2011  | 2012  | 2013  | 2014  | 2015  | 2016  | 2017  |
| ↘4154 | ↘4143 | ↘4099 | ↗4121 | ↗4163 | ↘4148 | ↘4112 |
| 2018  | 2019  | 2020  | 2021  |       |       |       |
| ↘4096 | ↘4083 | ↗4105 | ↘3965 |       |       |       |

Гендерный состав
По итогам переписи населения 2010 года проживали 2052 мужчины (49,32 %) и 2109 женщин (50,68 %).
Национальный состав
По итогам переписи населения 2010 года проживали следующие национальности (национальности менее 1 %, см. в сноске к строке "Другие"):
| Национальность | Численность | Процент |
| -------------- | ----------- | ------- |
| Русские        | 3045        | 73,18   |
| Даргинцы       | 815         | 19,59   |
| Кумыки         | 71          | 1,71    |
| Аварцы         | 50          | 1,20    |
| Другие         | 180         | 4,33    |
| Итого          | 4161        | 100,00  |

По данным переписи 2020 года в национальной структуре населения даргинцы составляли 32,21 %

## Инфраструктура
- Социально — культурный центр
- К северо-востоку от села расположено общественное открытое кладбище (площадь участка 80 765 м²)[28]

## Образование
- Детский сад № 14. Открыт 1 сентября 1975 года как детский сад «Алёнушка» совхоза «Урожайненский»[29]
- Средняя общеобразовательная школа № 9. Открыта 14 октября 1981 года[30](по другим данным - 1980 года[31])

## Предприятия
- СПК «Урожайненское»
- ООО «Новоурожайненское». Образовано 10 апреля 1957 года как совхоз «Урожайненский»[32]
- Урожайненское сельпо[33]

## Люди, связанные с селом
- Ситковский, Александр Николаевич (1914, село Урожайное — 2000) — лётчик, участник Великой Отечественной войны, Герой Советского Союза

## Памятники
- Братская могила воинов, погибших в боях с фашистскими захватчиками, и мирных жителей, расстрелянных фашистами — ул. Гулая[34]